# Metopochetus clarus
Metopochetus clarus är en tvåvingeart som beskrevs av Mcalpine 1998. Metopochetus clarus ingår i släktet Metopochetus och familjen skridflugor. Inga underarter finns listade i Catalogue of Life.